# Ecthelion de la Fuente
Ecthelion, Señor de las Fuentes de Gondolin, es un personaje ficticio que pertenece al legendarium del escritor J. R. R. Tolkien y que aparece en su novela póstuma El Silmarillion. Fue un príncipe Noldo de la ciudad de Gondolin, de alto rango en el consejo de Turgon, protector de la última puerta de la ciudad. Fue uno de los guerreros más poderosos y valientes de la Tierra Media.

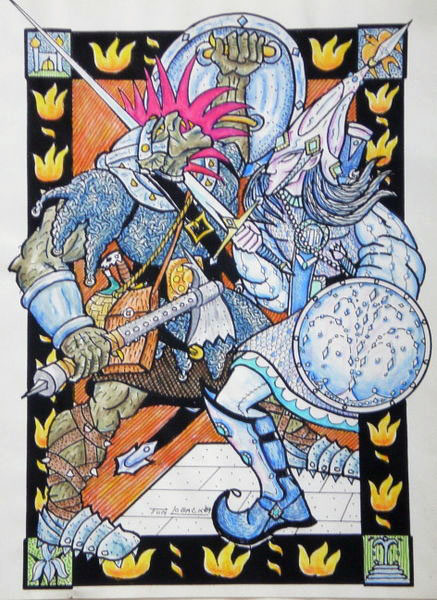
Ecthelion matando a Orcobal.

## Historia
Vivió en la ciudad de Gondolin donde, bajo el título de Señor de las Fuentes, sirvió como consejero del rey Turgon. Empuñaba la espada Orcrist, gemela de Glamdring, la espada del rey, de la cual fue su primer propietario. Con ella dio muerte a Gothmog, señor de los balrogs, junto con el cual murió al precipitarse a los abismos de la ciudad.
- Datos: Q548759